# Nealcidion armatum
Nealcidion armatum là một loài bọ cánh cứng trong họ Cerambycidae.